# Coppa Italia 1988/89
Die Coppa Italia 1988/89, den Fußball-Pokalwettbewerb für Vereinsmannschaften in Italien der Saison 1988/89, gewann Sampdoria Genua. Sampdoria traf im Finale auf den SSC Neapel und konnte die Coppa Italia zum dritten Mal gewinnen. Weiterhin konnte Sampdoria seinen Vorjahrestriumph wiederholen. Als italienischer Pokalsieger nahm Sampdoria Genua in der nächsten Saison am Europapokal der Pokalsieger teil.

## 1. Gruppenphase

### Gruppe 1
| Pl. | Verein         | Sp. | S | U | N | Tore    | Diff. | Punkte |
| --- | -------------- | --- | - | - | - | ------- | ----- | ------ |
| 1.  | Ascoli Calcio  | 5   | 2 | 3 | 0 | 009:500 | +4    | 07     |
| 2.  | Inter Mailand  | 5   | 3 | 1 | 1 | 006:300 | +3    | 07     |
| 3.  | Brescia Calcio | 5   | 2 | 2 | 1 | 007:600 | +1    | 06     |
| 4.  | AC Parma       | 5   | 1 | 3 | 1 | 007:700 | ±0    | 05     |
| 5.  | Reggina Calcio | 5   | 2 | 1 | 2 | 005:600 | −1    | 05     |
| 6.  | AC Monopoli    | 5   | 0 | 0 | 5 | 003:100 | −7    | 0      |

| 1. Spieltag    |     |                |                              |
| Ascoli Calcio  | 2:0 | Reggina Calcio | Stadio Cino e Lillo Del Duca |
| AC Monopoli    | 1:2 | Brescia Calcio | Stadio Vito Simone Veneziani |
| AC Parma       | 1:2 | Inter Mailand  | Stadio Ennio Tardini         |
| 2. Spieltag    |     |                |                              |
| Brescia Calcio | 1:1 | Ascoli Calcio  | Stadio Mario Rigamonti       |
| Inter Mailand  | 1:0 | AC Monopoli    | Giuseppe-Meazza-Stadion      |
| Reggina Calcio | 0:0 | AC Parma       | Stadio Communale             |
| 3. Spieltag    |     |                |                              |
| Ascoli Calcio  | 0:0 | Inter Mailand  | Stadio Cino e Lillo Del Duca |
| AC Parma       | 2:1 | AC Monopoli    | Stadio Ennio Tardini         |
| Reggina Calcio | 3:1 | Brescia Calcio | Stadio Communale             |
| 4. Spieltag    |     |                |                              |
| Brescia Calcio | 1:1 | AC Parma       | Stadio Mario Rigamonti       |
| Inter Mailand  | 3:0 | Reggina Calcio | Giuseppe-Meazza-Stadion      |
| AC Monopoli    | 1:3 | Ascoli Calcio  | Stadio Vito Simone Veneziani |
| 5. Spieltag    |     |                |                              |
| Ascoli Calcio  | 3:3 | AC Parma       | Stadio Cino e Lillo Del Duca |
| Brescia Calcio | 2:0 | Inter Mailand  | Stadio Mario Rigamonti       |
| Reggina Calcio | 2:0 | AC Monopoli    | Stadio Communale             |

### Gruppe 2
| Pl. | Verein         | Sp. | S | U | N | Tore    | Diff. | Punkte |
| --- | -------------- | --- | - | - | - | ------- | ----- | ------ |
| 1.  | Torino Calcio  | 5   | 4 | 1 | 0 | 008:400 | +4    | 09     |
| 2.  | Udinese Calcio | 5   | 3 | 0 | 2 | 010:400 | +6    | 06     |
| 3.  | AC Cesena      | 5   | 2 | 1 | 2 | 005:400 | +1    | 05     |
| 4.  | US Foggia      | 5   | 2 | 0 | 3 | 005:700 | −2    | 04     |
| 5.  | US Catanzaro   | 5   | 0 | 3 | 2 | 003:700 | −4    | 03     |
| 6.  | US Triestina   | 5   | 1 | 1 | 3 | 003:800 | −5    | 03     |

| 1. Spieltag    |     |                |                        |
| AC Cesena      | 1:0 | Udinese Calcio | Stadio Dino Manuzzi    |
| US Triestina   | 1:2 | Torino Calcio  | Stadio Giuseppe Grezar |
| US Foggia      | 1:0 | US Catanzaro   | Stadio Pino Zaccheria  |
| 2. Spieltag    |     |                |                        |
| US Catanzaro   | 1:1 | AC Cesena      | Stadio Nicola Ceravolo |
| US Foggia      | 1:2 | Torino Calcio  | Stadio Pino Zaccheria  |
| Udinese Calcio | 4:0 | US Triestina   | Stadio Friuli          |
| 3. Spieltag    |     |                |                        |
| AC Cesena      | 3:1 | US Foggia      | Stadio Dino Manuzzi    |
| Torino Calcio  | 2:1 | Udinese Calcio | Stadio Communale       |
| US Triestina   | 1:1 | US Catanzaro   | Stadio Giuseppe Grezar |
| 4. Spieltag    |     |                |                        |
| US Foggia      | 1:0 | US Triestina   | Stadio Pino Zaccheria  |
| Torino Calcio  | 1:0 | AC Cesena      | Stadio Communale       |
| Udinese Calcio | 3:0 | US Catanzaro   | Stadio Friuli          |
| 5. Spieltag    |     |                |                        |
| US Catanzaro   | 1:1 | Torino Calcio  | Stadio Nicola Ceravolo |
| Udinese Calcio | 2:1 | US Foggia      | Stadio Friuli          |
| US Triestina   | 1:0 | AC Cesena      | Stadio Giuseppe Grezar |

### Gruppe 3
| Pl. | Verein              | Sp. | S | U | N | Tore    | Diff. | Punkte |
| --- | ------------------- | --- | - | - | - | ------- | ----- | ------ |
| 1.  | AC Mailand          | 5   | 4 | 1 | 0 | 010:400 | +6    | 09     |
| 2.  | Pescara Calcio      | 5   | 4 | 0 | 1 | 011:700 | +4    | 08     |
| 3.  | Lazio Rom           | 5   | 3 | 0 | 2 | 011:700 | +4    | 06     |
| 4.  | FC Messina          | 5   | 1 | 1 | 3 | 012:130 | −1    | 03     |
| 5.  | Campobasso Calcio   | 5   | 1 | 0 | 4 | 005:100 | −5    | 02     |
| 6.  | Polisportiva Licata | 5   | 1 | 0 | 4 | 005:130 | −8    | 02     |

| 1. Spieltag         |     |                     |                         |
| FC Messina          | 3:1 | Campobasso Calcio   | Stadio Giovanni Celeste |
| AC Mailand          | 2:0 | Polisportiva Licata | Giuseppe-Meazza-Stadion |
| Pescara Calcio      | 2:1 | Lazio Rom           | Stadio Adriatico        |
| 2. Spieltag         |     |                     |                         |
| Campobasso Calcio   | 0:1 | Pescara Calcio      | Stadio Nuovo Romagnoli  |
| Lazio Rom           | 3:0 | Polisportiva Licata | Stadio Olimpico         |
| FC Messina          | 1:1 | AC Mailand          | Stadio Giovanni Celeste |
| 3. Spieltag         |     |                     |                         |
| Lazio Rom           | 2:0 | Campobasso Calcio   | Stadio Olimpico         |
| Polisportiva Licata | 3:2 | FC Messina          | Stadio Dino Liotta      |
| Pescara Calcio      | 1:2 | AC Mailand          | Stadio Adriatico        |
| 4. Spieltag         |     |                     |                         |
| Campobasso Calcio   | 1:3 | AC Mailand          | Stadio Nuovo Romagnoli  |
| Polisportiva Licata | 1:3 | Pescara Calcio      | Stadio Dino Liotta      |
| FC Messina          | 3:4 | Lazio Rom           | Stadio Giovanni Celeste |
| 5. Spieltag         |     |                     |                         |
| Campobasso Calcio   | 3:1 | Polisportiva Licata | Stadio Nuovo Romagnoli  |
| AC Mailand          | 2:1 | Lazio Rom           | Giuseppe-Meazza-Stadion |
| Pescara Calcio      | 4:3 | FC Messina          | Stadio Adriatico        |

### Gruppe 4
| Pl. | Verein            | Sp. | S | U | N | Tore    | Diff. | Punkte |
| --- | ----------------- | --- | - | - | - | ------- | ----- | ------ |
| 1.  | Juventus Turin    | 5   | 2 | 3 | 0 | 012:600 | +6    | 07     |
| 2.  | Hellas Verona     | 5   | 3 | 1 | 1 | 011:500 | +6    | 07     |
| 3.  | Atalanta Bergamo  | 5   | 3 | 1 | 1 | 008:400 | +4    | 07     |
| 4.  | Cosenza Calcio    | 5   | 2 | 1 | 2 | 008:800 | ±0    | 05     |
| 5.  | Lanerossi Vicenza | 5   | 1 | 1 | 3 | 005:110 | −6    | 03     |
| 6.  | AS Taranto        | 5   | 0 | 1 | 4 | 002:120 | −10   | 01     |

| 1. Spieltag       |     |                   |                                |
| Atalanta Bergamo  | 3:0 | AS Taranto        | Stadio Atleti Azzurri d’Italia |
| Cosenza Calcio    | 0:0 | Juventus Turin    | Stadio San Vito                |
| Lanerossi Vicenza | 0:2 | Hellas Verona     | Stadio Romeo Menti             |
| 2. Spieltag       |     |                   |                                |
| Cosenza Calcio    | 1:2 | Atalanta Bergamo  | Stadio San Vito                |
| Juventus Turin    | 5:1 | Lanerossi Vicenza | Stadio Communale               |
| Hellas Verona     | 3:0 | AS Taranto        | Stadio Marcantonio Bentegodi   |
| 3. Spieltag       |     |                   |                                |
| Atalanta Bergamo  | 1:1 | Juventus Turin    | Stadio Atleti Azzurri d’Italia |
| Lanerossi Vicenza | 0:0 | AS Taranto        | Stadio Romeo Menti             |
| Hellas Verona     | 4:2 | Cosenza Calcio    | Stadio Marcantonio Bentegodi   |
| 4. Spieltag       |     |                   |                                |
| Atalanta Bergamo  | 1:0 | Hellas Verona     | Stadio Atleti Azzurri d’Italia |
| Cosenza Calcio    | 3:2 | Lanerossi Vicenza | Stadio San Vito                |
| AS Taranto        | 2:4 | Juventus Turin    | Stadio Erasmo Iacovone         |
| 5. Spieltag       |     |                   |                                |
| Hellas Verona     | 2:2 | Juventus Turin    | Stadio Marcantonio Bentegodi   |
| Lanerossi Vicenza | 2:1 | Atalanta Bergamo  | Stadio Romeo Menti             |
| AS Taranto        | 0:2 | Cosenza Calcio    | Stadio Erasmo Iacovone         |

### Gruppe 5
| Pl. | Verein           | Sp. | S | U | N | Tore    | Diff. | Punkte |
| --- | ---------------- | --- | - | - | - | ------- | ----- | ------ |
| 1.  | AS Rom           | 5   | 4 | 0 | 1 | 014:700 | +7    | 08     |
| 2.  | AC Monza Brianza | 5   | 3 | 2 | 0 | 007:300 | +4    | 08     |
| 3.  | FC Como          | 5   | 2 | 2 | 1 | 003:300 | ±0    | 06     |
| 4.  | FC Piacenza      | 5   | 2 | 2 | 1 | 006:700 | −1    | 06     |
| 5.  | FC Empoli        | 5   | 1 | 0 | 4 | 006:700 | −1    | 02     |
| 6.  | AC Prato         | 5   | 0 | 0 | 5 | 003:120 | −9    | 0      |

| 1. Spieltag      |     |                  |                            |
| FC Como          | 1:1 | AC Monza Brianza | Stadio Giuseppe Sinigaglia |
| FC Piacenza      | 1:0 | FC Empoli        | Stadio Leonardo Garilli    |
| AC Prato         | 1:3 | AS Rom           | Stadio Lungobisenzio       |
| 2. Spieltag      |     |                  |                            |
| FC Empoli        | 2:3 | AS Rom           | Stadio Carlo Castellani    |
| FC Piacenza      | 1:1 | AC Monza Brianza | Stadio Leonardo Garilli    |
| AC Prato         | 0:1 | FC Como          | Stadio Lungobisenzio       |
| 3. Spieltag      |     |                  |                            |
| FC Como          | 0:0 | FC Piacenza      | Stadio Giuseppe Sinigaglia |
| FC Empoli        | 4:1 | AC Prato         | Stadio Carlo Castellani    |
| AC Monza Brianza | 2:1 | AS Rom           | Stadio Brianteo            |
| 4. Spieltag      |     |                  |                            |
| AC Monza Brianza | 1:0 | FC Empoli        | Stadio Brianteo            |
| FC Piacenza      | 2:1 | AC Prato         | Stadio Leonardo Garilli    |
| AS Rom           | 2:0 | FC Como          | Stadio Olimpico            |
| 5. Spieltag      |     |                  |                            |
| FC Como          | 1:0 | FC Empoli        | Stadio Giuseppe Sinigaglia |
| AC Prato         | 0:2 | AC Monza Brianza | Stadio Lungobisenzio       |
| AS Rom           | 5:2 | FC Piacenza      | Stadio Olimpico            |

### Gruppe 6
| Pl. | Verein          | Sp. | S | U | N | Tore    | Diff. | Punkte |
| --- | --------------- | --- | - | - | - | ------- | ----- | ------ |
| 1.  | SC Pisa         | 5   | 2 | 3 | 0 | 009:600 | +3    | 07     |
| 2.  | AC Florenz      | 5   | 3 | 1 | 1 | 007:400 | +3    | 07     |
| 3.  | Ancona Calcio   | 5   | 2 | 1 | 2 | 004:300 | +1    | 05     |
| 4.  | CFC Genua       | 5   | 1 | 3 | 1 | 004:400 | ±0    | 05     |
| 5.  | Alzano Virescit | 5   | 1 | 2 | 2 | 005:800 | −3    | 04     |
| 6.  | US Avellino     | 5   | 0 | 2 | 3 | 002:600 | −4    | 02     |

| 1. Spieltag     |     |                 |                              |
| Ancona Calcio   | 1:2 | SC Pisa         | Stadio Dorico                |
| CFC Genua       | 0:0 | AC Florenz      | Stadio Luigi Ferraris        |
| US Avellino     | 1:1 | Alzano Virescit | Stadio Partenio              |
| 2. Spieltag     |     |                 |                              |
| AC Florenz      | 1:0 | US Avellino     | Stadio Artemio Franchi       |
| CFC Genua       | 0:0 | Ancona Calcio   | Stadio Luigi Ferraris        |
| Alzano Virescit | 1:1 | SC Pisa         | Stadio Carillo Pesenti Pigna |
| 3. Spieltag     |     |                 |                              |
| Ancona Calcio   | 1:0 | Alzano Virescit | Stadio Dorico                |
| SC Pisa         | 4:2 | AC Florenz      | Arena Garibaldi              |
| US Avellino     | 0:1 | CFC Genua       | Stadio Partenio              |
| 4. Spieltag     |     |                 |                              |
| AC Florenz      | 3:0 | Alzano Virescit | Stadio Artemio Franchi       |
| CFC Genua       | 1:1 | SC Pisa         | Stadio Luigi Ferraris        |
| US Avellino     | 0:2 | Ancona Calcio   | Stadio Partenio              |
| 5. Spieltag     |     |                 |                              |
| Ancona Calcio   | 0:1 | AC Florenz      | Stadio Dorico                |
| SC Pisa         | 1:1 | US Avellino     | Arena Garibaldi              |
| Alzano Virescit | 3:2 | CFC Genua       | Stadio Carillo Pesenti Pigna |

### Gruppe 7
| Pl. | Verein                | Sp. | S | U | N | Tore    | Diff. | Punkte |
| --- | --------------------- | --- | - | - | - | ------- | ----- | ------ |
| 1.  | SSC Neapel            | 5   | 4 | 0 | 1 | 009:300 | +6    | 08     |
| 2.  | AS Bari               | 5   | 3 | 2 | 0 | 007:200 | +5    | 08     |
| 3.  | Sambenedettese Calcio | 5   | 1 | 3 | 1 | 004:400 | ±0    | 05     |
| 4.  | FC Bologna            | 5   | 2 | 0 | 3 | 010:500 | +5    | 04     |
| 5.  | US Barletta           | 5   | 0 | 3 | 2 | 003:100 | −7    | 03     |
| 6.  | AC Spezia             | 5   | 0 | 2 | 3 | 003:120 | −9    | 02     |

| 1. Spieltag           |     |                       |                            |
| US Barletta           | 1:1 | AS Bari               | Stadio Cosimo Puttilli     |
| Sambenedettese Calcio | 2:0 | FC Bologna            | Stadio Riviera delle Palme |
| AC Spezia             | 1:3 | SSC Neapel            | Stadio Alberto Picco       |
| 2. Spieltag           |     |                       |                            |
| AS Bari               | 2:0 | SSC Neapel            | Stadio della Vittoria      |
| FC Bologna            | 5:0 | AC Spezia             | Stadio Renato Dall’Ara     |
| US Barletta           | 1:1 | Sambenedettese Calcio | Stadio Cosimo Puttilli     |
| 3. Spieltag           |     |                       |                            |
| FC Bologna            | 5:1 | US Barletta           | Stadio Renato Dall’Ara     |
| Sambenedettese Calcio | 0:2 | SSC Neapel            | Stadio Riviera delle Palme |
| AC Spezia             | 1:3 | AS Bari               | Stadio Alberto Picco       |
| 4. Spieltag           |     |                       |                            |
| AS Bari               | 1:0 | FC Bologna            | Stadio della Vittoria      |
| SSC Neapel            | 3:0 | US Barletta           | Stadio San Paolo           |
| AC Spezia             | 1:1 | Sambenedettese Calcio | Stadio Alberto Picco       |
| 5. Spieltag           |     |                       |                            |
| US Barletta           | 0:0 | AC Spezia             | Stadio Cosimo Puttilli     |
| SSC Neapel            | 1:0 | FC Bologna            | Stadio San Paolo           |
| Sambenedettese Calcio | 0:0 | AS Bari               | Stadio Riviera delle Palme |

### Gruppe 8
| Pl. | Verein          | Sp. | S | U | N | Tore    | Diff. | Punkte |
| --- | --------------- | --- | - | - | - | ------- | ----- | ------ |
| 1.  | Sampdoria Genua | 5   | 4 | 1 | 0 | 014:200 | +12   | 09     |
| 2.  | US Lecce        | 5   | 2 | 2 | 1 | 003:200 | +1    | 06     |
| 3.  | FC Modena       | 5   | 3 | 0 | 2 | 007:700 | ±0    | 06     |
| 4.  | US Cremonese    | 5   | 3 | 0 | 2 | 005:600 | −1    | 06     |
| 5.  | Calcio Padova   | 5   | 0 | 2 | 3 | 003:900 | −6    | 02     |
| 6.  | AC Arezzo       | 5   | 0 | 1 | 4 | 002:800 | −6    | 01     |

| 1. Spieltag     |     |                 |                        |
| AC Arezzo       | 0:2 | Sampdoria Genua | Stadio Communale       |
| US Cremonese    | 2:0 | FC Modena       | Stadio Giovanni Zini   |
| Calcio Padova   | 1:1 | US Lecce        | Stadio Silvio Appiani  |
| 2. Spieltag     |     |                 |                        |
| FC Modena       | 1:0 | US Lecce        | Stadio Alberto Braglia |
| Calcio Padova   | 1:1 | AC Arezzo       | Stadio Silvio Appiani  |
| Sampdoria Genua | 5:0 | US Cremonese    | Stadio Luigi Ferraris  |
| 3. Spieltag     |     |                 |                        |
| AC Arezzo       | 0:1 | US Cremonese    | Stadio Communale       |
| US Lecce        | 0:0 | Sampdoria Genua | Stadio Via del Mare    |
| FC Modena       | 2:0 | Calcio Padova   | Stadio Alberto Braglia |
| 4. Spieltag     |     |                 |                        |
| AC Arezzo       | 0:1 | US Lecce        | Stadio Communale       |
| US Cremonese    | 2:0 | Calcio Padova   | Stadio Giovanni Zini   |
| Sampdoria Genua | 4:1 | FC Modena       | Stadio Luigi Ferraris  |
| 5. Spieltag     |     |                 |                        |
| US Lecce        | 1:0 | US Cremonese    | Stadio Via del Mare    |
| FC Modena       | 3:1 | AC Arezzo       | Stadio Alberto Braglia |
| Calcio Padova   | 1:3 | Sampdoria Genua | Stadio Silvio Appiani  |

## 2. Gruppenphase

### Gruppe 1
| Pl. | Verein                | Sp. | S | U | N | Tore    | Diff. | Punkte |
| --- | --------------------- | --- | - | - | - | ------- | ----- | ------ |
| 1.  | Hellas Verona         | 3   | 2 | 1 | 0 | 010:100 | +9    | 05     |
| 2.  | AC Mailand            | 3   | 1 | 1 | 1 | 004:200 | +2    | 03     |
| 3.  | Torino Calcio         | 3   | 1 | 1 | 1 | 002:500 | −3    | 03     |
| 4.  | Sambenedettese Calcio | 3   | 0 | 1 | 2 | 001:900 | −8    | 01     |

| 1. Spieltag           |     |                       |                              |
| Sambenedettese Calcio | 0:3 | AC Mailand            | Stadio Riviera delle Palme   |
| Hellas Verona         | 4:0 | Torino Calcio         | Stadio Marcantonio Bentegodi |
| 2. Spieltag           |     |                       |                              |
| AC Mailand            | 1:1 | Hellas Verona         | Giuseppe-Meazza-Stadion      |
| Sambenedettese Calcio | 1:1 | Torino Calcio         | Stadio Riviera delle Palme   |
| 3. Spieltag           |     |                       |                              |
| Torino Calcio         | 1:0 | AC Mailand            | Stadio Communale             |
| Hellas Verona         | 5:0 | Sambenedettese Calcio | Stadio Marcantonio Bentegodi |

### Gruppe 2
| Pl. | Verein     | Sp. | S | U | N | Tore    | Diff. | Punkte |
| --- | ---------- | --- | - | - | - | ------- | ----- | ------ |
| 1.  | SSC Neapel | 3   | 2 | 1 | 0 | 006:100 | +5    | 05     |
| 2.  | US Lecce   | 3   | 1 | 2 | 0 | 005:300 | +2    | 04     |
| 3.  | AC Cesena  | 3   | 1 | 1 | 1 | 005:400 | +1    | 03     |
| 4.  | FC Modena  | 3   | 0 | 0 | 3 | 002:120 | −10   | 0      |

| 1. Spieltag |     |            |                        |
| AC Cesena   | 4:1 | FC Modena  | Stadio Dino Manuzzi    |
| US Lecce    | 1:1 | SSC Neapel | Stadio Via del Mare    |
| 2. Spieltag |     |            |                        |
| US Lecce    | 3:1 | FC Modena  | Stadio Via del Mare    |
| SSC Neapel  | 2:0 | AC Cesena  | Stadio San Paolo       |
| 3. Spieltag |     |            |                        |
| AC Cesena   | 1:1 | US Lecce   | Stadio Dino Manuzzi    |
| FC Modena   | 0:4 | SSC Neapel | Stadio Alberto Braglia |

### Gruppe 3
| Pl. | Verein         | Sp. | S | U | N | Tore    | Diff. | Punkte |
| --- | -------------- | --- | - | - | - | ------- | ----- | ------ |
| 1.  | SC Pisa        | 3   | 1 | 2 | 0 | 006:400 | +2    | 04     |
| 2.  | Ancona Calcio  | 3   | 1 | 2 | 0 | 003:200 | +1    | 04     |
| 3.  | AS Rom         | 3   | 1 | 0 | 2 | 005:500 | ±0    | 02     |
| 4.  | Pescara Calcio | 3   | 0 | 2 | 1 | 004:700 | −3    | 02     |

| 1. Spieltag    |     |                |                  |
| Pescara Calcio | 1:1 | Ancona Calcio  | Stadio Adriatico |
| SC Pisa        | 3:1 | AS Rom         | Arena Garibaldi  |
| 2. Spieltag    |     |                |                  |
| Ancona Calcio  | 1:0 | AS Rom         | Stadio Dorico    |
| Pescara Calcio | 2:2 | SC Pisa        | Stadio Adriatico |
| 3. Spieltag    |     |                |                  |
| SC Pisa        | 1:1 | Ancona Calcio  | Arena Garibaldi  |
| AS Rom         | 4:1 | Pescara Calcio | Stadio Olimpico  |

### Gruppe 4
| Pl. | Verein           | Sp. | S | U | N | Tore    | Diff. | Punkte |
| --- | ---------------- | --- | - | - | - | ------- | ----- | ------ |
| 1.  | Sampdoria Genua  | 3   | 2 | 1 | 0 | 005:100 | +4    | 05     |
| 2.  | Atalanta Bergamo | 3   | 2 | 0 | 1 | 005:300 | +2    | 04     |
| 3.  | AS Bari          | 3   | 1 | 1 | 1 | 005:600 | −1    | 03     |
| 4.  | AC Monza Brianza | 3   | 0 | 0 | 3 | 003:800 | −5    | 0      |

| 1. Spieltag      |     |                  |                                |
| AC Monza Brianza | 2:3 | AS Bari          | Stadio Brianteo                |
| Sampdoria Genua  | 1:0 | Atalanta Bergamo | Stadio Luigi Ferraris          |
| 2. Spieltag      |     |                  |                                |
| AS Bari          | 1:1 | Sampdoria Genua  | Stadio della Vittoria          |
| AC Monza Brianza | 1:2 | Atalanta Bergamo | Stadio Brianteo                |
| 3. Spieltag      |     |                  |                                |
| Atalanta Bergamo | 3:1 | AS Bari          | Stadio Atleti Azzurri d’Italia |
| Sampdoria Genua  | 3:0 | AC Monza Brianza | Stadio Luigi Ferraris          |

### Gruppe 5
| Pl. | Verein         | Sp. | S | U | N | Tore    | Diff. | Punkte |
| --- | -------------- | --- | - | - | - | ------- | ----- | ------ |
| 1.  | Lazio Rom      | 3   | 2 | 1 | 0 | 003:100 | +2    | 05     |
| 2.  | AC Florenz     | 3   | 2 | 0 | 1 | 007:400 | +3    | 04     |
| 3.  | Inter Mailand  | 3   | 0 | 2 | 1 | 005:600 | −1    | 02     |
| 4.  | Udinese Calcio | 3   | 0 | 1 | 2 | 001:500 | −4    | 01     |

| 1. Spieltag    |     |                |                         |
| Lazio Rom      | 1:0 | AC Florenz     | Stadio Olimpico         |
| Udinese Calcio | 1:1 | Inter Mailand  | Stadio Friuli           |
| 2. Spieltag    |     |                |                         |
| AC Florenz     | 3:0 | Udinese Calcio | Stadio Artemio Franchi  |
| Lazio Rom      | 1:1 | Inter Mailand  | Stadio Olimpico         |
| 3. Spieltag    |     |                |                         |
| Inter Mailand  | 3:4 | AC Florenz     | Giuseppe-Meazza-Stadion |
| Udinese Calcio | 0:1 | Lazio Rom      | Stadio Friuli           |

### Gruppe 6
| Pl. | Verein         | Sp. | S | U | N | Tore    | Diff. | Punkte |
| --- | -------------- | --- | - | - | - | ------- | ----- | ------ |
| 1.  | Ascoli Calcio  | 3   | 1 | 2 | 0 | 003:100 | +2    | 04     |
| 2.  | FC Como        | 3   | 1 | 2 | 0 | 002:100 | +1    | 04     |
| 3.  | Juventus Turin | 3   | 1 | 1 | 1 | 002:200 | ±0    | 03     |
| 4.  | Brescia Calcio | 3   | 0 | 1 | 2 | 000:300 | −3    | 01     |

| 1. Spieltag    |     |                |                              |
| FC Como        | 1:0 | Brescia Calcio | Stadio Giuseppe Sinigaglia   |
| Juventus Turin | 0:2 | Ascoli Calcio  | Stadio Communale             |
| 2. Spieltag    |     |                |                              |
| Brescia Calcio | 0:0 | Ascoli Calcio  | Stadio Mario Rigamonti       |
| Juventus Turin | 0:0 | FC Como        | Stadio Communale             |
| 3. Spieltag    |     |                |                              |
| Ascoli Calcio  | 1:1 | FC Como        | Stadio Cino e Lillo Del Duca |
| Brescia Calcio | 0:2 | Juventus Turin | Stadio Mario Rigamonti       |

## Viertelfinale
|                  | Gesamt    |               | Hinspiel | Rückspiel |
| ---------------- | --------- | ------------- | -------- | --------- |
| Atalanta Bergamo | 4:3       | Lazio Rom     | 2:0      | 2:3       |
| SSC Neapel       | 4:3       | Ascoli Calcio | 3:0      | 1:3       |
| Sampdoria Genua  | 4:1       | AC Florenz    | 3:0      | 1:1       |
| Hellas Verona    | (a)2:2(a) | SC Pisa       | 2:1      | 0:1       |

## Halbfinale
|                  | Gesamt |                 | Hinspiel | Rückspiel |
| ---------------- | ------ | --------------- | -------- | --------- |
| Atalanta Bergamo | 3:6    | Sampdoria Genua | 2:3      | 1:3       |
| SC Pisa          | 0:3    | SSC Neapel      | 0:2      | 0:1       |

## Finale

### Hinspiel
| SSC Neapel                                | SSC Neapel | Sampdoria Genua | Sampdoria Genua |
| ----------------------------------------- | --- | --- | --------------- |
| SSC Neapel                                | \| Finale \| \| 7. Juni 1989 in Neapel (Stadio San Paolo) \| \| Ergebnis: 2:0 (2:0) \| \| Zuschauer: 70.300 \| \| Schiedsrichter: Tullio Lanese \|                                                                                 | \| Finale \| \| 7. Juni 1989 in Neapel (Stadio San Paolo) \| \| Ergebnis: 2:0 (2:0) \| \| Zuschauer: 70.300 \| \| Schiedsrichter: Tullio Lanese \|                                                                                     | Sampdoria Genua |
| SSC Neapel                                | Giuliano Giuliani – Giancarlo Corradini, Giovanni Francini, Alessandro Renica, Luca Fusi (50. Maurizio Neri) – Alemão, Antonio Carannante, Massimo Crippa – Careca, Diego Maradona , Andrea Carnevale Cheftrainer: Ottavio Bianchi | Gianluca Pagliuca – Marco Lanna, Amedeo Carboni, Luca Pellegrini , Pietro Vierchowod – Víctor Muñoz (77. Fausto Salsano), Fausto Pari, Toninho Cerezo, Giuseppe Dossena – Roberto Mancini, Gianluca Vialli Cheftrainer: Vujadin Boškov | Sampdoria Genua |
| SSC Neapel                                | 1:0 Alessandro Renica (55.) | | Sampdoria Genua |
| Finale                                    | | |                 |
| 7. Juni 1989 in Neapel (Stadio San Paolo) | | |                 |
| Ergebnis: 2:0 (2:0)                       | | |                 |
| Zuschauer: 70.300                         | | |                 |
| Schiedsrichter: Tullio Lanese             | | |                 |

### Rückspiel
| Sampdoria Genua                                 | Sampdoria Genua | SSC Neapel | SSC Neapel |
| ----------------------------------------------- | --- | --- | ---------- |
| Sampdoria Genua                                 | \| Finale \| \| 28. Juni 1989 in Cremona (Stadio Giovanni Zini) \| \| Ergebnis: 4:0 (2:0) \| \| Zuschauer: 34.400 \| \| Schiedsrichter: Rosario Lo Bello \|                                                                                                | \| Finale \| \| 28. Juni 1989 in Cremona (Stadio Giovanni Zini) \| \| Ergebnis: 4:0 (2:0) \| \| Zuschauer: 34.400 \| \| Schiedsrichter: Rosario Lo Bello \|                                                                                                 | SSC Neapel |
| Sampdoria Genua                                 | Gianluca Pagliuca – Marco Lanna, Amedeo Carboni, Luca Pellegrini , Pietro Vierchowod – Víctor Muñoz (87. Fulvio Bonomi), Fausto Pari, Toninho Cerezo, Giuseppe Dossena – Roberto Mancini, Gianluca Vialli (83. Fausto Salsano) Cheftrainer: Vujadin Boškov | Giuliano Giuliani – Giancarlo Corradini, Giovanni Francini, Alessandro Renica, Luca Fusi (80. Tebaldo Bigliardi) – Alemão, Fernando De Napoli, Antonio Carannante (51. Maurizio Neri), Massimo Crippa – Careca, Diego Maradona Cheftrainer: Ottavio Bianchi | SSC Neapel |
| Sampdoria Genua                                 | 1:0 Gianluca Vialli (32.) 2:0 Toninho Cerezo (38.) 3:0 Pietro Vierchowod (47.) 4:0 Roberto Mancini (59., Elfmeter) | | SSC Neapel |
| Finale                                          | | |            |
| 28. Juni 1989 in Cremona (Stadio Giovanni Zini) | | |            |
| Ergebnis: 4:0 (2:0)                             | | |            |
| Zuschauer: 34.400                               | | |            |
| Schiedsrichter: Rosario Lo Bello                | | |            |